# Sarah Hildebrandt
Sarah Hildebrandt (23 de setembro de 1993) é uma lutadora de estilo-livre estadunidense, medalhista olímpica.

## Carreira
Em 2013, Hildebrandt representou os Estados Unidos na Universíade de Verão em Kazan, Rússia, sem ganhar uma medalha. Em 2016, ela competiu no evento de 55 kg no Campeonato Mundial de Luta Livre em Budapeste, Hungria, sem ganhar uma medalha. Ela perdeu sua primeira luta contra Mayu Mukaida do Japão e entrou na repescagem onde perdeu sua luta contra Ramóna Galambos da Hungria. Em 2017, no Golden Grand Prix Ivan Yarygin 2017 realizado em Krasnoyarsk, Rússia, ela ganhou a medalha de prata no evento feminino de 55 kg.
Em 2018, Hildebrandt ganhou uma das medalhas de bronze no evento feminino de 53 kg no Klippan Lady Open em Klippan, Suécia. Ela também competiu na competição de estilo livre feminino da Copa do Mundo de Wrestling de 2018. No Campeonato Pan-Americano de Wrestling de 2018 , realizado em Lima, Peru, ela ganhou a medalha de ouro no evento feminino de 53 kg. Na final, ela derrotou Luisa Valverde do Equador. No Campeonato Mundial de Wrestling de 2018, realizado em Budapeste, Hungria, ela ganhou a medalha de prata no evento feminino de 53 kg.
Em 2019, no Golden Grand Prix Ivan Yarygin realizado em Krasnoyarsk, Rússia, ela ganhou a medalha de ouro no evento feminino de 53 kg. No Campeonato Pan-Americano de Luta Livre de 2019 realizado em Buenos Aires, Argentina, ela ganhou a medalha de ouro no mesmo evento. Em junho de 2019, ela venceu Katherine Shai no evento Final X: Lincoln realizado em Lincoln, Nebraska. Mais tarde naquele ano, ela ganhou a medalha de ouro no evento feminino de 53 kg nos Jogos Pan-Americanos de 2019 realizados em Lima, Peru. Na final, ela derrotou Betzabeth Argüello da Venezuela. No mesmo ano, ela também competiu na competição de estilo livre feminino da Copa do Mundo de Luta Livre de 2019.
Hildebrandt participou dos Jogos Olímpicos de Verão de 2020 em Tóquio, onde participou do confronto de peso mosca, conquistando a medalha de bronze após derrotar a ucraniana Oksana Livach.